# Generalife

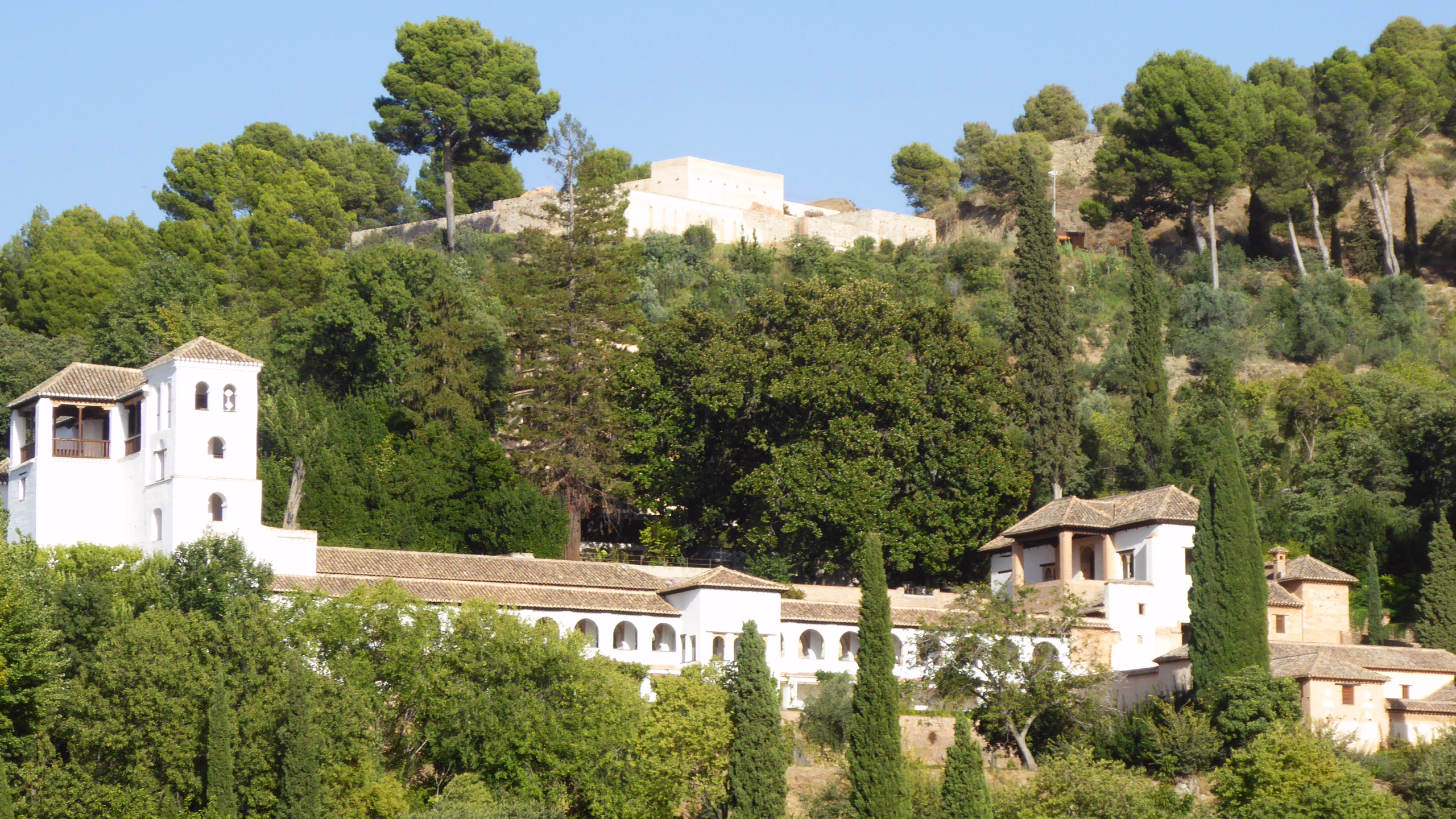
Generalife (onder) en goed herkenbaar Castillo Silla del Moro (boven) op de heuvel Al-Sabika, Alhambra, Granada

Het paleis de Generalife (Arabisch: جَنَّة الْعَرِيف, Jannat al-'Arīf - Tuin van de architect) was het zomerpaleis en landhuis van de Nasridische sultans van Granada.
Het paleis en de tuinen werden gebouwd tijdens de regering van Mohammed III (1302-1309) en kort erna opnieuw gedecoreerd door Ismail I, sultan van Granada (1313-1324).
Het complex bestaat uit de Patio de la Acequia (Hof van het waterkanaal) met een lange vijver omzoomd door bloembedden, fonteinen, colonnades en paviljoenen, en de Jardín de la Sultana (Tuin van de Sultane). De eerste wordt geacht de stijl van de middeleeuwse tuin in Al-Andalus het beste te bewaren. Oorspronkelijk was het paleis verbonden met het Alhambra door een overdekte gang over het ravijn dat deze delen nu scheidt. De Generalife is een van de oudste bestaande Moorse tuinen.
De aanleg van de tegenwoordige tuinen werd begonnen in 1931 en in 1951 voltooid door Francisco Prieto Moreno. De paden zijn in traditionele Granadese stijl ingelegd met kiezelmozaïek: witte uit de Darro en zwarte uit de Genil.